# فيني فيلا
فيني فيلا (بالإنجليزية: Vinny Vella)‏ هو ممثل أمريكي، ولد في 3 أكتوبر 1950 بنيويورك في الولايات المتحدة.

## أعمال

### أفلام
- (1995) كازينو[5]
- (1999)  الطريق للساموراي[6]
- (2003) قهوة وسجائر[7]

## وصلات خارجية
- فيني فيلا على موقع IMDb (الإنجليزية)
- فيني فيلا على موقع روتن توميتوز (الإنجليزية)
- فيني فيلا على موقع ألو سيني (الفرنسية)
- فيني فيلا على موقع تيرنر كلاسيك موفيز (الإنجليزية)
- فيني فيلا على موقع أول موفي (الإنجليزية)
- فيني فيلا على موقع قاعدة بيانات الأفلام السويدية (السويدية)
- فيني فيلا على موقع قاعدة بيانات الفيلم (الإنجليزية)
- فيني فيلا على موقع كينوبويسك (الروسية)